# Axel Prahl
Axel Ferdinand Konstantin Prahl, né le 26 mars 1960 à Eutin dans le Schleswig-Holstein, est un acteur et musicien allemand.

## Biographie

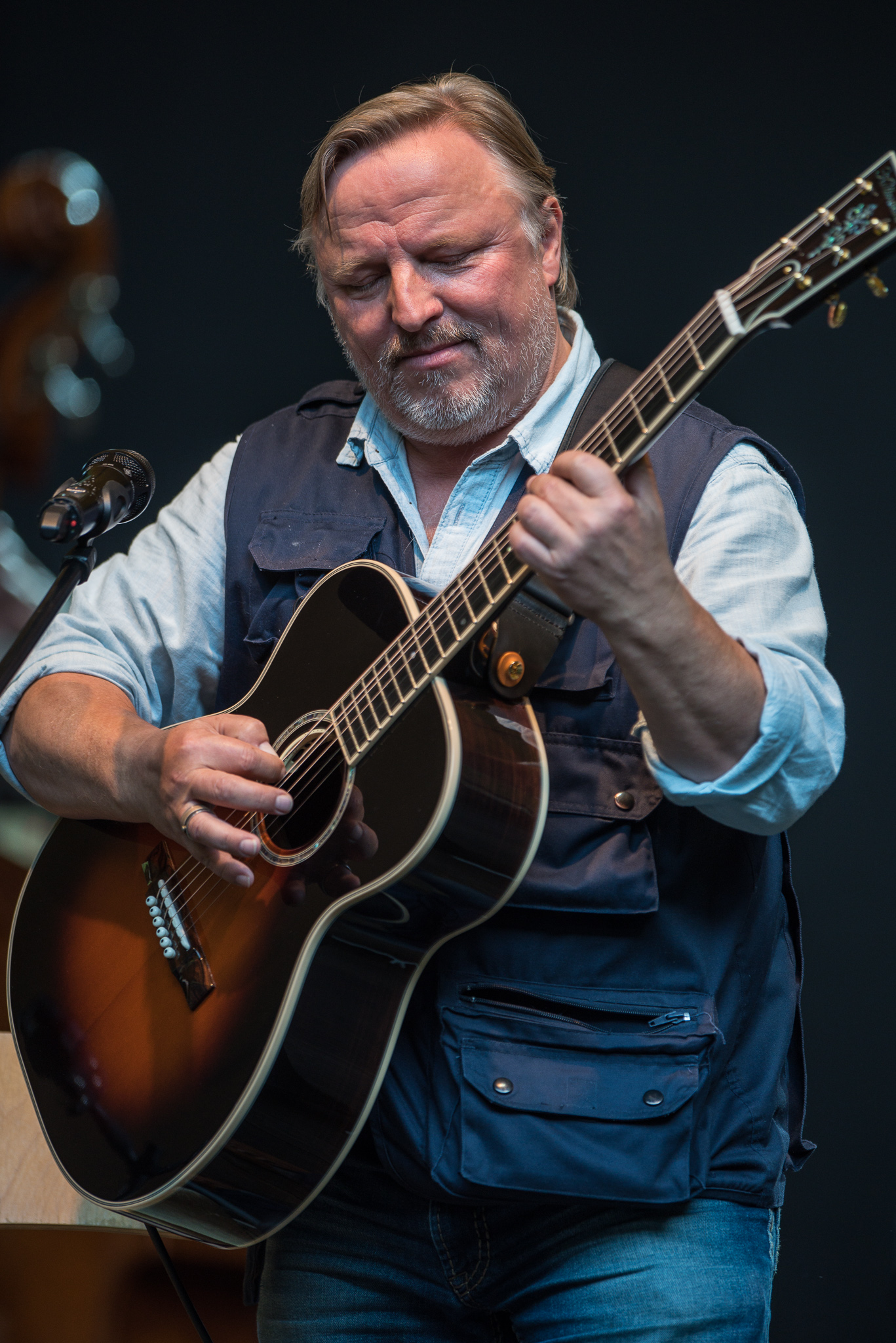
Axel Prahl en concert au Serenadenhof de Nuremberg en 2017.

Axel Prahl passe son enfance à Neustadt in Holstein. Après une formation pratique dans la métallurgie, il devient musicien de rue en Espagne. Il reprend des études en musique et en mathématiques auprès de  l'Université Christian Albrecht de Kiel, pour enfin étudier de 1982 à 1985 la comédie à Kiel. Pendant ces dernières années, il joue dans le groupe de folk Ougenweide, avant de fonder le groupe Impuls.
En 1984, il commence à jouer des pièces de théâtre, pour ensuite intégrer le théâtre du Land de Schleswig-Holstein (de). Il continue au Renaissance-Theater et au Grips-Theater de Berlin.
Il commence à la télévision en 1992 dans Schlafende Hunde de Max Färberböck.  Son premier rôle au cinéma est Rencontres nocturnes (Nachtgestalten) en 1999, dans un second rôle, celui d'un policier. Ce rôle lui colle ensuite au cinéma comme à la télévision. C'est en tant que commissaire Thiel qu'il est surtout connu, aux côtés du médecin légiste Boerne incarné par Jan Josef Liefers, dans les épisodes de Tatort qui se déroulent à Münster, avec deux épisodes par an depuis 2002 et un record d'audience à 39,6 % en 2017.
Il joue aussi de la musique dans des films ou vidéos, ou sur scène. Il lit également des textes dans des livres audio.

### Vie privée
Depuis 1992, Axel Prahl vit à Berlin. Il a deux filles d'un premier mariage, et des jumeaux d'un second. Depuis 2014, il est marié pour la troisième fois.

## Filmographie partielle

### Cinéma
- 1999 : Rencontres nocturnes (Nachtgestalten) d'Andreas Dresen
- 2000 : alaska.de d'Esther Gronenborn
- 2000 : Herzrasen de Hanno Brühl (de)
- 2000 : Zoom (de) d'Otto Alexander Jahrreiss (de)
- 2001 : Le Pianiste de Roman Polański
- 2001 : Liebe und Verrat de Mark Schlichter (de)
- 2002 : Halbe Treppe d'Andreas Dresen
- 2003 : Befreite Zone de Norbert Baumgarten
- 2003 : Le Coup de feu (Schussangst) de Dito Tsintsadze
- 2005 : Willenbrock (de) d'Andreas Dresen
- 2006 : Charlotte et sa bande (Die wilden Hühner) de Vivian Naefe (de)
- 2007 : Du bist nicht allein (de) de Bernd Böhlich
- 2008 : Friedliche Zeiten de Neele Vollmar (de)
- 2008 : Mondkalb (de) de Sylke Enders
- 2008 : Baron Rouge (Der Rote Baron) de Nikolai Müllerschön (de)
- 2008 : Die Schimmelreiter (de) de Lars Jessen (de)
- 2008 : Stella und der Stern des Orients (de) d'Erna Schmidt
- 2009 : Berlin 36 de Kaspar Heidelbach (de)
- 2009 : Dorfpunks de Lars Jessen (de)
- 2010 : Hier kommt Lola! (de) de Franziska Buch
- 2011 : L'Incroyable Équipe (Der Ganz Große Traum) de Sebastian Grobler (de)
- 2011 : In der Welt habt ihr Angst de Hans W. Geißendörfer
- 2012 : En fiende att dö för (sv) de Peter Dalle
- 2014 : Alles inklusive (de) de Doris Dörrie
- 2014 : Rico, Oskar und die Tieferschatten (de) de Neele Vollmar
- 2014 : Harms de Nikolai Müllerschön (de)
- 2014 : Kafkas Der Bau (de) de Jochen Alexander Freydank (de)
- 2017 : Timm Thaler oder das verkaufte Lachen (de) d'Andreas Dresen
- 2018 : Gundermann d'Andreas Dresen
- 2019 : Das Ende der Wahrheit (de) de Philipp Leinemann (de)

### Télévision (horsTatort)
- 1992 : Schlafende Hunde de Max Färberböck
- 1994 : Bella Block: Die Kommissarin (de) de Max Färberböck
- 1994 : Das Phantom – Die Jagd nach Dagobert (de) de Roland Suso Richter
- 2000 : Adelheid und ihre Mörder, épisode Der Ruf des Blutes
- 2000 : Die Polizistin (de) d'Andreas Dresen
- 2001 : Balko, épisode Der Aufstand de Daniel Helfer
- 2001 : Die Hoffnung stirbt zuletzt (de) de Marc Rothemund
- 2001 : Rette deine Haut (de) de Lars Becker
- 2002 : Polizeiruf 110, épisode Wandas letzter Gang de Bernd Böhlich
- 2003 : Das Wunder von Lengede (de) de Kaspar Heidelbach (de)
- 2004 : Nachtschicht (de), épisode Vatertag de Lars Becker
- 2005 : Der Grenzer und das Mädchen (de) de Hartmut Schoen (de)
- 2006 : Ce n'étaient pas tous des assassins (Nicht alle waren Mörder) de Jo Baier
- 2006 : Die Mauer – Berlin ’61 (de) de Hartmut Schoen
- 2006 : Das Duo (de), épisode Unter Strom d'Urs Egger
- 2008 : Liesl Karlstadt und Karl Valentin (de) de Jo Baier
- 2008 : Die Weisheit der Wolken (de) de Lars Becker
- 2008 : Die Patin – Kein Weg zurück (de) de Miguel Alexandre (de)
- 2009 : Die Wölfe (de) de Friedemann Fromm (de)
- 2009 : Braqueurs d'hiver (Zwölf Winter) de Thomas Stiller (de)
- 2010 : Sesamstraße präsentiert: Eine Möhre für zwei (de), épisode Die Weltreise
- 2010 : Stolberg, épisode Ehebruch
- 2011 : Die Lehrerin (de) de Tim Trageser (de)
- 2011 : Die Sterntaler (de) de Maria von Heland (de)
- 2012 : Das Millionen Rennen (de) de Christoph Schnee (de)
- 2014 : Die Lichtenbergs de Matthias Tiefenbacher (de)
- 2014 : Die Mutter des Mörders de Carlo Rola (de)
- 2015 : Die Himmelsleiter de Carlo Rola
- 2017 : Der gute Bulle de Lars Becker
- 2017 : Vadder, Kutter, Sohn de Lars Jessen
- 2018 : Extraklasse de Matthias Tiefenbacher
- 2018 : Das Märchen von der Regentrude (de) de Klaus Knoesel (de)
- 2019 : Gloria, die schönste Kuh meiner Schwester (de) d'Ingo Rasper (de)
- 2020 : Nur mit Dir zusammen (de) de Stefan Bühling

### TatortMünster
- 2002 : Der dunkle Fleck (de)
- 2002 : Fakten, Fakten… (de)
- 2003 : Dreimal schwarzer Kater (de)
- 2003 : Sag nichts (de)
- 2004 : Mörderspiele (de)
- 2004 : Eine Leiche zu viel (de)
- 2005 : Der Frauenflüsterer (de)
- 2005 : Der doppelte Lott (de)
- 2006 : Das ewig Böse (de)
- 2006 : Das zweite Gesicht (de)
- 2007 : Ruhe sanft! (de)
- 2007 : Satisfaktion (de)
- 2008 : Krumme Hunde (de)
- 2008 : Wolfsstunde (de)
- 2009 : Höllenfahrt (de)
- 2009 : Tempelräuber (de)
- 2010 : Der Fluch der Mumie (de)
- 2010 : Spargelzeit (de)
- 2011 : Herrenabend (de)
- 2011 : Zwischen den Ohren (de)
- 2012 : Hinkebein (de)
- 2012 : Das Wunder von Wolbeck (de)
- 2013 : Summ, Summ, Summ (de)
- 2013 : Die chinesische Prinzessin (de)
- 2014 : Der Hammer (de)
- 2014 : Mord ist die beste Medizin (de)
- 2015 : Erkläre Chimäre (de)
- 2015 : Schwanensee (de)
- 2016 : Ein Fuß kommt selten allein (de)
- 2016 : Feierstunde (de)
- 2017 : Fangschuss (de)
- 2017 : Gott ist auch nur ein Mensch (de)
- 2018 : Schlangengrube (de)
- 2018 : Spieglein, Spieglein (de)
- 2019 : Lakritz (de)
- 2019 : Väterchen Frost (de)
- 2020 : Limbus (de)

## Discographie
(hors livres audio et pièces radiophoniques)
- 2011 : Du bist nicht allein – Axel Prahl avec Jakob Ilja (de) (musique du film de même nom)
- 2011 : Blick aufs Mehr – Axel Prahl & Das Inselorchester (avec Danny Dziuk (de))
- 2013 : Blick aufs Mehr live – Axel Prahl & Das Inselorchester (avec Danny Dziuk)
- 2015 : Leinen los – Axel Prahl, Andreas Dresen & Band
- 2016 : Setz Dich Hin – Knorkator avec Axel Prahl (au chant)
- 2018 : Mehr – Axel Prahl & das Inselorchester (avec Danny Dziuk)
- 2020 : Spiegel, Spiegel – Vanessa Mai & Axel Prahl (invité sur l'album Für immer (de))

## Prix et récompenses
- 2001 : prix Adolf-Grimme (or) pour son jeu dans Die Polizistin
- 2002 : prix d'acteur au festival Cinessone (France) pour Halbe Treppe
- 2002 : silver Hugo (Chicago) pour Halbe Treppe
- 2002 : bayerischer Filmpreis pour Halbe Treppe
- 2002 : prix spécial au festival du film de Baden-Baden pour Die Hoffnung stirbt zuletzt
- 2003 : prix Adolf-Grimme pour Die Hoffnung stirbt zuletzt
- 2005 : prix de la critique allemande pour Willenbrock
- 2011 : goldene Kamera dans la catégorie « meilleure équipe de polar » avec Jan Josef Liefers pour la série de Tatort se déroulant à Münster
- 2011 : Jupiter dans la catégorie « meilleur acteur télé » avec Jan Josef Liefers
- 2011 : Goldene Henne (de) dans la catégorie « spectacle » avec Jan Josef Liefers
- 2011 : 1 Live Krone (de), prix spécial avec Jan Josef Liefers, Klaus J. Behrendt et Dietmar Bär pour les Tatort de Münster et Cologne
- 2015 : Romy dans la catégorie « acteur de série le plus aimé »
- 2016 : Schwerter Kleinkunstpreis (de)
- 2017 : Goldenes Schlitzohr (de)
- 2018 : Deutscher Animationssprecherpreis